# Nicolae Rainea
Nicolae Rainea (Brăila, 19 de novembro de 1933 - Bucareste, 1 de abril de 2015) foi um árbitro de futebol romeno que apitou três Copas: 1974, 1978 e 1982.
Após uma tentativa de ser jogador de futebol, tendo atuado em equipes sem expressão, Rainea tornou-se árbitro em 1959. Ganhou a chancela da FIFA em 1967, apitou ainda a Supercopa Europeia de 1978 e as decisões da Copa da UEFA de 1977-78 e da Liga dos Campeões da UEFA de 1982-83.
Nas três Copas que apitou, chamou a atenção por lances curiosos em duas delas: em 1974, mostrou cartão amarelo ao zairense Ilunga Mwepu por este ter chutado a bola para longe antes de uma falta para o Brasil; em 1982, mesmo com Maradona sofrendo marcação cerrada de Claudio Gentile, que chegou inclusive a cometer faltas para segurar o astro argentino, Rainea também advertiu o italiano apenas com um cartão amarelo. O romeno ainda anulou um gol legal do norte-irlandês Martin O'Neill na partida contra a França, que ganhou por 1 a 0.
Conhecido por "Locomotiva dos Cárpatos" por conta de sua agilidade dentro das quatro linhas, Rainea encerrou a carreira em 1983, aos 49 anos. Após a aposentadoria, foi condecorado pelos presidentes Ion Iliescu e Traian Băsescu, morando desde então em Galaţi, tendo recebido ganhado o título de cidadão honorário. O estádio municipal da cidade, inclusive, homenageia o árbitro com seu nome.
Casado desde 1961, o ex-árbitro faleceu aos 81 anos em um hospital de Bucareste. Ele sofreu um ataque cardíaco enquanto lutava contra um edema pulmonar.